# Mir EO-2
Mir EO-2 (também chamado de Mir Principal Expedition 2) foi a segunda expedição de longa duração na Mir e durou de fevereiro de até dezembro de 1987. A missão foi dividida em duas partes (as vezes chamada de (a) e (b)), a divisão ocorrendo quando um dos tripulantes, Aleksandr Laveykin, foi substituído por Aleksandr Pavlovich Aleksandrov. Laveykin foi substituído após ser diagnosticado com problemas cardíacos.

## História
O Módulo Principal da Mir foi lançado dia 19 de fevereiro de 1986. Foi visitado duas vezes pela tripulação da Soyuz T-15, entre março e julho de 1986, que transferiram equipamentos da Salyut 7. Antes da chegada da EO-2, a Mir também foi visitada por três naves Progress, sendo as 25, 26 e 27, como também uma nave Soyuz TM, chamada de TM-1. De julho de 1986 até a chegada da EO-2 em fevereiro, a Mir ficou sem tripulantes. Durante esse período um satélite de retransmissão e computadores da Mir sofreram defeitos.
Progress 27 acoplou com a estação dia 18 de janeiro e lá ainda estava na chegada da EO-2. No dia 26 de janeiro, a Progress de 16km até 345km.

## Tripulação
| Posição             | Cosmonautas           |
| ------------------- | --------------------- |
| Comandante          | Yuri Romanenko        |
| Engenheiro de voo 1 | Aleksandr Laveykin    |
| Engenheiro de voo 2 | Aleksandr Aleksandrov |

## References
1. 1 2  «Soyuz TM-3». Encyclopedia Astronautica. Consultado em 10 de novembro de 2010. Arquivado do original em 8 de janeiro de 2010
2. 1 2  «Mir EO-2». Encyclopedia Astronautica. Consultado em 10 de novembro de 2010. Arquivado do original em 9 de abril de 2007
3. 1 2 3 4 5 6  D.S.F. Portree (1995). «Mir Hardware Heritage» (PDF). NASA. Consultado em 10 de novembro de 2010. Arquivado do original (PDF) em 3 de agosto de 2009

- http://www.spacefacts.de/mir/english/mir-2.htm